# Giuseppe Beltrami
Giuseppe Beltrami (ur. 17 stycznia 1889 w Fossano, zm. 13 grudnia 1973 w Rzymie) – włoski kardynał i dyplomata papieski.

## Życiorys
Ukończył seminarium w Fossano, a także Ateneum "S. Anselmo" w Rzymie, gdzie uzyskał doktoraty z teologii i prawa kanonicznego. Kształcił się też na Królewskim Uniwersytecie Rzymskim. 5 marca 1916 otrzymał święcenia kapłańskie. W czasie I wojny światowej służył jako kapelan. Od roku 1923 był pracownikiem Biblioteki Watykańskiej. W latach 1926–1940 pracownik Sekretariatu Stanu. Jednocześnie był członkiem Kongregacji ds. Obrzędów, zajmował się tam beatyfikacjami i kanonizacjami.
20 lutego 1940 otrzymał nominację na nuncjusza w Gwatemali i Salwadorze ze stolicą tytularną Damasco. Sakry udzielił mu kardynał Sekretarz Stanu Luigi Maglione. Kolejnymi jego placówkami były: Kolumbia (1945–1948), Liban (1950–1959) i Holandia (1959–1967), gdzie był internuncjuszem. Na konsystorzu z czerwca 1967 otrzymał biret kardynalski. Zmarł w Rzymie i pochowany został w katedrze w Fossano.